# Mojżesz Jerozolimski
Mojżesz Nachum Jerozolimski (ur. 1855 w Kamence na Ukrainie, zm. 30 czerwca 1916 w Horolu) – żydowski myśliciel, chasyd, uczeń rabina Chaima Halbersztama, główny inspektor szkół żydowskich w Rosji. W roku 1880 wybrany rabinem Kamenki. Dwa lata później został rabinem Ostrołęki, sprawował tę funkcję do 1902 r. W latach 1903–1915 naczelny rabin Kielc. Organizator zjazdu rabinów w 1913 r. Podczas I wojny światowej opuścił miasto wraz z cofającymi się wojskami rosyjskimi. Udał się na Ukrainę, do Horola, gdzie zmarł.
Mimo swego pochodzenia i pełnionych funkcji zwolennik ruchu Hibbat Sion (Miłośnicy Syjonu). Autor komentarza do Miszne Tory i wielu rozpraw talmudycznych.

## Ważniejsze prace
- Minchat Mosze (Podarek Mojżesza)
- Birkat Mosze (Błogosławieństwo Mojżesza)
- Beer Mosze (Studia Mojżesza)
- Leszed Haszemen (Treść oliwy)